# Blechnum laevigatum
Blechnum laevigatum är en kambräkenväxtart som beskrevs av Antonio José Cavanilles. Blechnum laevigatum ingår i släktet Blechnum och familjen Blechnaceae. Inga underarter finns listade.